# Atlanta Dream 2010
La stagione 2010 delle Atlanta Dream fu la 3ª nella WNBA per la franchigia.
Le Atlanta Dream arrivarono quarte nella Eastern Conference con un record di 19-15. Nei play-off vinsero la semifinale di conference con le Washington Mystics (2-0), la finale di conference con le New York Liberty (2-0), perdendo poi la finale WNBA con le Seattle Storm (3-0).

## Roster
| N° | Naz.                   | Ruolo | Sportivo         | Anno | Alt. | Peso |
| -- | ---------------------- | ----- | ---------------- | ---- | ---- | ---- |
| 0  | Stati Uniti (bandiera) | G     | Brittainey Raven | 1988 | 183  | 73   |
| 2  | Stati Uniti (bandiera) | G     | Kelly Miller     | 1978 | 178  | 64   |
| 5  | Stati Uniti (bandiera) | G     | Shalee Lehning   | 1986 | 175  | 67   |
| 8  | Brasile (bandiera)     | GA    | Iziane           | 1982 | 183  | 64   |
| 9  | Stati Uniti (bandiera) | G     | Coco Miller      | 1978 | 175  | 64   |
| 11 | Bielorussia (bandiera) | C     | Alena Leŭčanka   | 1983 | 196  | 88   |
| 14 | Brasile (bandiera)     | AC    | Érika            | 1982 | 196  | 86   |
| 20 | Spagna (bandiera)      | A     | Sancho Lyttle    | 1983 | 193  | 65   |
| 22 | Stati Uniti (bandiera) | GA    | Armintie Price   | 1985 | 175  | 60   |
| 33 | Stati Uniti (bandiera) | C     | Alison Bales     | 1985 | 201  | 99   |
| 35 | Stati Uniti (bandiera) | A     | Angel McCoughtry | 1986 | 185  | 73   |

## Staff tecnico
- Allenatore: Marynell Meadors
- Vice-allenatori: Sue Panek, Carol Ross, Fred Williams
- Preparatore atletico: Kim Moseley